# 伊丹市立荻野小学校
伊丹市立荻野小学校（いたみしりつ おぎのしょうがっこう）は、兵庫県伊丹市荻野2丁目に所在する公立小学校。

## 沿革
- 1976年（昭和51年）
  - 時期不明 - 校舎建築[1]。
  - 4月1日 - 伊丹市立天神川小学校及び伊丹市立瑞穂小学校から分離して開校。

## 通学区域
- 荻野、大野、東野[2]

※卒業後は基本的に伊丹市立荒牧中学校、又は伊丹市立東中学校に進学する

## 通学区域が隣接している学校
- 伊丹市立瑞穂小学校
- 伊丹市立鴻池小学校
- 伊丹市立天神川小学校

## 周辺
- 伊丹市立おぎの幼稚園 - 進学前幼稚園の一つ
- 伊丹市共同利用施設荻野センター
- なお、学校プールは、伊丹市道を挟んだ場所に位置する。
- このほか、学校周辺には「若竹公園」などの公園も点在する。

## アクセス
- 伊丹市営バス「49」・「50」・「51」・「52」・「53」・「54」の各系統で、「荻野」停留所から、ページトップにある画像の学校正門（校門）まで、
  - のりば1（鶴田団地行・荒牧バラ公園経由JR中山寺行）から、徒歩約345m・約5分。
  - のりば2（北野行）から、徒歩約500m・約8分。
  - のりば3（荻野南行・伊丹病院伊丹市役所前経由三師団・交通局前行）から、徒歩約250m・約4分。
  - のりば4（春日丘西阪急伊丹経由JR伊丹行・伊丹坂阪急伊丹経由JR伊丹行）から、徒歩約330m・約5分。